# Marc Antoni Prim
Marc Antoni Prim (en llatí Marcus Antonius Primus), (27 de març 35-81) va ser un general romà nascut a Tolosa al segle i. De jove era conegut amb el malnom de Becco (el bec del gall).
Va anar a Roma on va arribar a senador però va ser condemnat per frau (falsum) sota la llei Cornèlia, durant el regnat de Neró, i va ser expulsat del senat i desterrat de la ciutat. A la mort de Neró (68 aC), Galba el va restablir en el seu anterior rang i el va nomenar comandant de la Legió VII Claudia estacionada a Pannònia.
Després va escriure a Marc Salvi Otó per posar-se al seu servei, però Otó no va acceptar i llavors va donar suport a Vitel·li. Quan la sort de Vitel·li va començar a decaure va ser un dels primers generals a l'occident que es va declarar a favor de Vespasià. Per la seva influència, les legions de Mèsia i Pannònia es van inclinar per Vespasià al que va servir amb eficàcia. Estava ben preparat per tenir un paper important en una guerra civil: era atrevit en l'acció, hàbil en el discurs, utilitzava els mitjans al seu abast sense escrúpols, i no tenia recels en saquejar i subornar, a més de posseir considerables habilitats militars.
Mentre la major part dels generals recomanaven esperar l'arribada de Mucià amb l'exèrcit oriental, Antoni va recomanar la immediata invasió d'Itàlia, que va ser finalment l'opció escollida. Juntament amb Arri Var, que havia guanyat renom en la guerra d'Armènia al servei de Corbuló, va creuar els Alps i va obtenir diverses victòries conquerint la Gàl·lia Transpadana, i a Patavium se li van unir dues legions més.
De Patavium, on les seves tropes van descansar, va sortir cap a Verona que va ocupar. Mentrestant Aule Cecina Aliè va ser enviat per Vitel·li al front d'un gran exèrcit per expulsar Antoni Prim, però no va adoptar mesures efectives quan podia haver-lo fet fora fàcilment d'Itàlia. Una mica després tres legions més es van unir a Antoni Prim i ja disposava de cinc legions encara que l'autoritat era compartida amb Tit Ampi Flavià (governador de Pannònia) i Aponi Saturní (governador de Mèsia). Un motí dels soldats va obligar a aquestos dos generals a fugir del campament i Antoni va fingir indignació però va quedar amb el comandament únic i probablement va ser l'instigador del motí.
Mentre, l'exèrcit de Vitel·li es va desorganitzar quan Cecina va induir a part de les seves tropes a desertar i abraçar el partit de Vespasià. No ho va aconseguir i va ser empresonat i nous generals van ser designats al seu lloc. Antoni Prim va decidir aprofitar aquesta favorable circumstància per passar a l'atac i va avançar cap a Bedríacum prop de Cremona on es va lliurar la batalla decisiva. Arri Var va atacar massa aviat i va ser derrotat i l'exèrcit posat en fuita però Antoni va matar un portaestendard que fugia, va agafar la bandera i va avançar al davant de les tropes. Els soldats el van seguir i es va guanyar la batalla. L'exèrcit de Vitel·li es va retirar a Cremona.
A la nit un segon exèrcit de Vitel·li, format per sis legions estacionades a Hostília a uns 50 km, que s'havia assabentat de la derrota dels seus companys, va atacar a Antoni Prim. L'habilitat i el valor d'Antoni Prim va aconseguir de nou la victòria de les seves tropes després d'una dura lluita. Al matí va marxar contra Cremona, que es va veure obligada a rendir-se després d'una defensa vigorosa. La ciutat infeliç va ser saquejada i cremada. Al cap de quatre dies de saquejos incessants, durant els quals es van perpetrar les atrocitats més horribles, tota la ciutat va ser arrasada.
Fins llavors Prim havia actuat amb moderació però la victòria va treure el pitjor de la seva personalitat. Va tractar a Itàlia com a país conquerit i per mantenir la popularitat amb els soldats els donava permís per a tot. Mucià li va escriure recomanant precaució i va deixar entreveure certa critica, però Antoni va escriure a Vespasià, recordant els seus èxits.
Tot seguit va creuar els Apenins i va avançar cap a Roma, aturant-se a Ocriculum. Els soldats impacients per saquejar Roma, es van enfurismar i van acusar els seus generals de traïció. Al cap d'uns dies van arribar notícies que Flavi Sabí s'havia refugiar al Capitoli on estava assetjat per tropes lleials a Vitel·li. Llavors Antoni Prim va avançar cap a Roma, però abans d'arribar, el Capitoli va ser incendiat i Sabí va morir.
Abans d'entrar a la ciutat, cosa que volia fer l'endemà, va recomanar a les seves tropes un bon comportament però a la nit els soldats van exigir un atac immediat. Antoni es va veure obligat a cedir i va dividir el seu exèrcit en tres cossos i va donar ordres per a l'assalt. Les forces de Vitel·li van resistir amb coratge. Es va combatre carrer a carrer, casa a casa durant uns quants dies, fins que els atacants van obtenir la victòria. Vitel·li va morir. Domicià (fill de Vespasià) que era a Roma, va rebre el títol de Cèsar i Arri Var va ser nomenat comandant de les forces pretorianes, però el poder real el tenia Antoni.
La seva rapacitat el va portar a saquejar el palau imperial i el senat li va votar ornaments consulars. Però el seu poder va durar poc temps, ja que Mucià va arribar aviat a Roma i el senat el va rebre com a líder, quedant Antoni en posició subordinada. Mucià va impedir a Prim acompanyar a Domicià en una expedició a Germània. Prim va recórrer a l'emperador Vespasià, que era a Alexandria i aquest el va cridar al seu costat i el va rebre amb amabilitat però amb menys distinció de la que calia esperar a qui li havia donat el tron, ja que els informes sobre la seva conducta que Vespasià havia rebut no eren gaire favorables. Posteriorment ja no torna a ser esmentat, excepte per Marcial que explica que encara vivia quan Trajà va pujar al tron i en un epigrama datat l'any 100 on es diu que tenia 60 anys.